# Laya Gewog
Laya (Dzongkha: ལ་ཡ་) ist einer von 4 Gewogs (Blöcke) des Dzongkhags Gasa im Nordwesten Bhutans. 
Laya Gewog ist wiederum eingeteilt in 5 Chiwogs (Wahlkreise). In diesem Gewog leben etwa 950 Menschen (Stand der Volkszählung von 2005, neuere Schätzungen gehen von 1200 Menschen aus) auf einer Fläche von 1066 km² in 7 Dörfern bzw. Weilern in ca. 150 Haushalten.
An staatlichen Einrichtungen gibt es neben der Gewog Verwaltung, zwei Schulen, eine Station zur Gesundheitsgrundversorgung, ein Büro zur Entwicklung erneuerbarer natürlicher Ressourcen (Renewable Natural Resource Extension Centre), eine Zweigstelle der nationalen Telefongesellschaft Bhutan Telecom sowie eine Dienststelle (Guard Office) des Jigme-Dorji-Nationalparks. 
Religiöse Einrichtungen sind fünf buddhistische Tempel, Tashi Lhakhang (Dratshang), Lungo Lhakhang, Ngen zow Lhakhang, Jangchub Choling Lhakhang und Pazhi Lhakhang sowie das Kloster Dung Gonpa.
| Chiwog                        | Dörfer bzw. Weiler |
| ----------------------------- | ------------------ |
| Gayza Lunggo རྒྱལ་ཟ་_ལུང་སྒོ་      | Gayza              |
| Gayza Lunggo རྒྱལ་ཟ་_ལུང་སྒོ་      | Lungo              |
| Chongra Loobcha སྐྱོང་ར་_ལུབ་ལྕགས་ | Chongra            |
| Chongra Loobcha སྐྱོང་ར་_ལུབ་ལྕགས་ | Lubcha             |
| Neylug གནས་ལུགས་               | Neylug             |
| Pazhi པ་གཞི་                   | Pazhi              |
| Toedkor སྟོད་སྐོར་                | Toedkor            |